# Anne-Marie Trevelyan
Anne-Marie Belinda Trevelyan, nazwisko panieńskie: Beaton (ur. 6 kwietnia 1969 w Londynie) – brytyjska polityk, członek Partii Konserwatywnej. W latach 2015–2024 poseł do Izby Gmin z okręgu Berwick-upon-Tweed. W okresie od 13 lutego do 2 września pełniła funkcję ministra rozwoju międzynarodowego, a od 15 września 2021 do 6 września 2022 była ministrem handlu międzynarodowego w drugim gabinecie Borisa Johnsona. W 2022 minister transportu w gabinecie Liz Truss.

## Życiorys
Z wykształcenia jest księgową. W 2010 roku bez powodzenia kandydowała na posła do Izby Gmin z okręgu Berwick-upon-Tweed. W 2015 ponownie kandydowała w tym samym okręgu, zdobywając mandat. Uzyskała reelekcję w 2017 i 2019 roku.
W latach 2019-2020 była wyższym urzędnikiem w resorcie obrony. Od stycznia do września 2020 pełniła funkcję ministra rozwoju międzynarodowego. Następnie w okresie od stycznia do września 2021 kierowała departamentem biznesu, energii i strategii przemysłowej. 15 września 2021 objęła urząd ministra handlu międzynarodowego i pełniła go do czasu dymisji Borisa Johnsona. W gabinecie Liz Truss zajmowała stanowisko ministra transportu. Nie weszła w skład gabinetu Rishiego Sunaka, sprawując w tym okresie funkcję ministra stanu ds. Indo-Pacyfiku w ministerstwie spraw zagranicznych.
Bez powodzenia kandydowała w wyborach parlamentarnych w 2024, w nowo utworzonym okręgu North Northumberland.